# Qazim Koculi

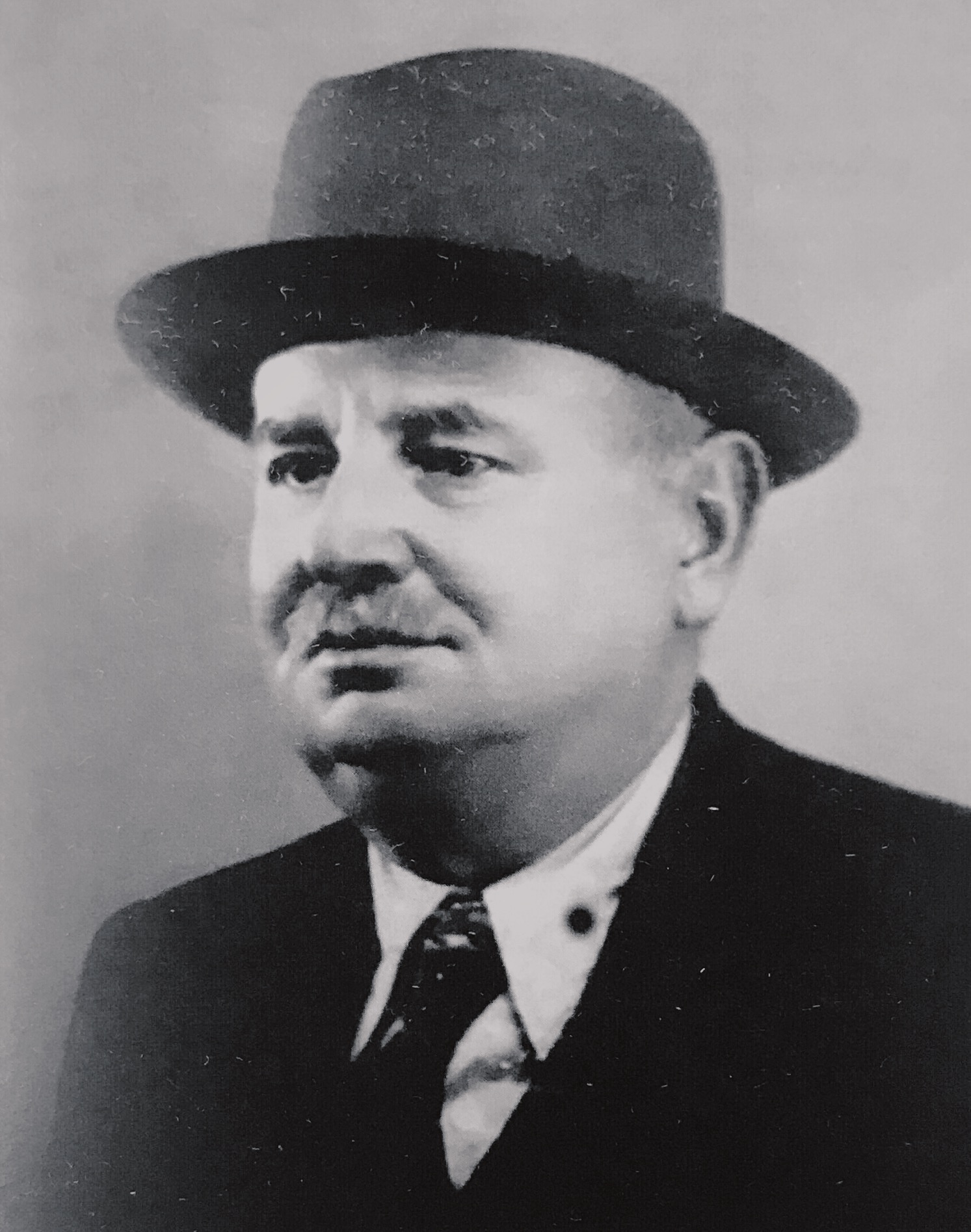
Qazim Koculi in den 1930er Jahren

Qazim Muhameti Koculi (* 22. August 1887 in Kocul bei Avlonya, Osmanisches Reich; † 2. Januar 1943) war ein albanischer Militär und Politiker und für 24 Stunden Ministerpräsident Albaniens.

## Leben
Qazim war sunnitischer Muslim und wurde als Qazim Muhameti als Sohn des Muhamet Kociu geboren. Koculi erhielt seine Grundschulbildung in Vlora und zog später nach Janina (heute Griechenland), um das Zosimea-Gymnasium zu besuchen. Er beendete seine Hochschulbildung an der türkischen Militärakademie Kara Harp Okulu, wo er als Teğmen (Unterleutnant) graduierte. Er stieg in der osmanischen Marine zum Üsteğmen (Oberleutnant) auf.
Er missachtete 1909 während einer Seeschlacht in Preveza einen Befehl, als er sich weigerte, gegenüber der italienischen Marine zu kapitulieren. Nachdem durch das Kaiserliche Kommando ein Haftbefehl gegen ihn erlassen wurde, floh Koculi nach Argentinien, wo er bis 1912 lebte.
Er kehrte auf Einladung von Präsident Ismail Qemali nach Vlora zurück. Dieser ernannte ihn zum Direktor des Hafens von Vlora, ein Posten, den er bis zur Übernahme des Hafens durch die Italiener im Oktober 1914 hielt. Er zog sich nach Brataj zurück und amtierte bis 1917 als Ortsoberhaupt. Danach wurde er bis 1919 Vizepräfekt von Tepelena.
Koculi repräsentierte Vlora im Kongress von Lushnja, einer Verfassunggebende Versammlung im Januar 1920, und wurde zum Parlamentsabgeordneten gewählt. Am 29. Mai 1920 wurde er Präfekt von Vlora, das zu dem Zeitpunkt noch von den Italienern besetzt war. Wenige Tage später befahl er den Angriff auf die italienischen Truppen in Vlora. Zur selben Zeit wurde er zum Oberkommandierenden des Vlora-Kriegskomitees ernannt. Koculi führte die Armee in der Schlacht um Vlora zum Sieg über die italienischen Streitkräfte, die den Ort besetzt hatten. Am 3. September 1920 marschierte er in die Stadt ein und übernahm wieder seine Pflichten als Präfekt von Vlora.
Nach der Etablierung einer demokratischen Regierung durch den Kongress von Lushnja wurde Koculi bei den ersten Wahlen zum nationalen Parlament am 5. April 1921 erneut zum Abgeordneten des Bezirks Vlora gewählt. Der Regentenrat ernannte ihn am 6. Dezember 1921 zum Ministerpräsidenten; es gelang ihm aber nicht, eine Regierung zu bilden, und er trat schon 24 Stunden später zurück.
Koculi wurde Minister für Öffentliche Arbeiten in der Regierung von Fan Noli und stand später in Opposition zum König Ahmet Zogu von Albanien. Im Jahre 1943 wurde er kurzzeitig Mitglied der Albanischen Faschistischen Partei (AFP).
Koculi wurde, als er während des Zweiten Weltkrieges zwischen der Faschistischen Partei und den kommunistischen Guerilleros in Albanien verhandelte, um Frieden zwischen den beiden Gruppen zu ermöglichen, von kommunistischen Partisanen im Januar 1943 getötet.